# Langebergia
Langebergia là một chi thực vật có hoa trong họ Cúc (Asteraceae).

## Loài
Chi Langebergia gồm các loài: